# 浅川駅
浅川駅（あさかわえき）は、徳島県海部郡海陽町浅川イナにある四国旅客鉄道（JR四国）牟岐線の駅。駅番号はM26。

## 歴史
- 1973年（昭和48年）10月1日：開業[2][3]。当初より無人駅であった[3]。
- 1987年（昭和62年）4月1日：国鉄分割民営化によりJR四国の駅となる[2]。
- 2020年（令和2年）
  - 7月18日：牟岐駅 ‐ 海部駅間のDMV関連工事開始により、当駅を含む同区間が工事完了まで代行バス輸送となる[4]。
  - 11月1日：2021年春からの阿佐海岸鉄道によるDMV運行開始に先立ち、阿波海南駅 - 海部駅間が阿佐海岸鉄道阿佐東線へ編入された[5][6][7][8]。但し牟岐駅からの代行バスは、海部駅 - 甲浦駅間の工事開始まで、引き続きJR四国により11月30日まで海部駅発着で運行された。
  - 12月1日：海部駅 - 甲浦駅間のDMV関連工事開始により、牟岐駅からの代行バスが阿波海南駅発着に短縮となり[注釈 1]、阿波海南駅にて阿佐海岸鉄道の代行バスヘ乗り継ぐ形に変更となる[5]。
- 2021年（令和3年）
  - 2月1日：牟岐駅 - 阿波海南駅間でのバス代行輸送を終了し、列車の運転を再開[9][10][11]。
- 2022年（令和4年）4月1日：接続する徳島バスの高速バス「室戸・生見・阿南 - 大阪線」の阿南駅 - 当駅間でJR四国との共同経営が開始され、運賃が共通化[12]し、JRの有効な乗車券類で当該区間へのバス乗車が可能[13]となる。浅川以南も甲浦までは相互乗降が可能だが、対応するJR駅がないため、JRの有効な乗車券類で当該バス路線が利用できるのは当駅が南限だった。
- 2023年（令和5年）5月20日：前述の高速バス「室戸・生見・阿南 - 大阪線」において阿波海南駅至近に「海部高校前」バス停が新設されたことに伴い、共同経営区間が阿波海南駅まで延長される[14]。

## 駅構造
単式ホーム1面1線を有する地上駅。駅舎は無い。築堤上に位置し、国道55号からスロープを登ってホームに達する。
なお、トイレと駐輪場と駐車場はスロープの手前の築堤下に設置されている。

## 駅周辺
- 海陽町役場浅川出張所
- 浅川郵便局
- 国道55号
- 徳島県道196号浅川港線
- 浦上川
- 浅川天神社

## バス路線
一般路線が浅川駅前バス停、高速バスが浅川バス停で停留所名が異なるが、同一の場所（旧浅川小学校前）に所在。
一般路線
- 徳島バス南部
  - 鯖瀬・海部病院（一部便のみ）・牟岐方面
  - 海南病院（一部便のみ）・海部高校前・海部駅前・宍喰祇園通・宍喰駅前（一部便のみ）・甲浦口・海の駅東洋町方面

昼行高速バス
- 徳島バス
  - 室戸・生見・阿南大阪線（上り）牟岐・日和佐・由岐・橘営業所・阿南駅・高速舞子・ハービスOSAKA・なんば高速バスターミナル方面
  - 室戸・生見・阿南大阪線（下り）海部高校前・海部・宍喰・甲浦・生見方面
  - 室戸・生見・阿南大阪線（下り）海部高校前・海部・宍喰・甲浦・生見・野根・室戸世界ジオパークセンター・岬・室戸方面

※阿南駅 - 甲浦間途中乗降可能、阿南駅 - 海部高校前間JRの乗車券等で利用可能。
前述の代行バスも同じバス停に停車した。

## 隣の駅
四国旅客鉄道（JR四国）
■牟岐線
■普通
鯖瀬駅 (M25) - 浅川駅 (M26) - 阿波海南駅 (M27)